# تروي أفي
تروي أفي (بالإنجليزية: Troy Ave) هو رابر وكاتب أغاني أمريكي، ولد في 23 نوفمبر 1985 في بروكلين في الولايات المتحدة.

## وصلات خارجية
- رولاند كولينز على موقع ميوزك برينز (الإنجليزية)
- رولاند كولينز على موقع ديسكوغز (الإنجليزية)
- الموقع الرسمي